# Guillaume d'Estouteville
Guillaume d'Estouteville, O.S.B.Clun. (1403 - 22 de janeiro de 1483) foi um cardeal francês da Igreja Católica Romana, Decano do Colégio dos Cardeais, Camerlengo da Câmara Apostólica e arcebispo de Rouen.

## Biografia
Nascido da numa antiga e tradicional família normanda, provavelmente descendente da família real francesa, era filho de Jean d'Estouteville e Margarite d'Harcourt. Entrou na Ordem de Cluny (O.S.B.Clun.) no mosteiro de Saint-Martin-des-Champs, em Paris. Obteve um doutorado em direito canônico.
Teve dois filhos com Girolama Tosti, Agostino e Girolamo. Foi prior do mosteiro beneditino de Saint-Martin-des-Champs, em Paris, Arcediago de Angers e Protonotário apostólico.

## Episcopado
Eleito bispo de Angers em 20 de fevereiro de 1439, foi confirmado pela Santa Sé em 30 de março, entretanto, não tomou posse da Sé, renunciando em 27 de outubro de 1447. No mesmo ano, em 25 de setembro, é nomeado bispo de Digne, tomando posse da Sé em 8 de novembro, onde ficaria até 11 de setembro de 1445. Foi consagrado em 10 de janeiro de 1440, em Florença, provavelmente pelo Papa Eugênio IV.

## Cardinalato
Foi criado cardeal no Consistório de 18 de dezembro de 1439, pelo Papa Eugênio IV, recebendo o barrete cardinalício e o título de Cardeal-presbítero de Santos Silvestre e Martinho nos Montes em 8 de janeiro de 1440. É nomeado Administrador apostólico da Sé de Couserans em 1439 e administrador da Sé de Mirepoix, entre 18 de abril até 17 de maio de 1441. Camerlengo do Colégio dos Cardeais para o ano de 1440.
Administrador da Sé de Nîmes entre 17 de maio de 1441 e 7 de janeiro de 1450. Provavelmente foi nomeado arcipreste da Basílica Patriarcal Liberiana em torno de 1443. Administrador da Sé de Béziers, entre 10 de julho de 1444 até 26 de julho de 1447. Abade do mosteiro de Mont-Saint-Michel, em 13 de agosto de 1445. Ele foi um dos cardeais encarregados pelo Papa Eugênio IV em 1445 para a causa da canonização de Bernardino de Siena, e novamente, pelo Papa Nicolau V em 17 de junho de 1447.
É nomeado administrador da Sé de Lodève, entre 7 de janeiro de 1450 até 26 de janeiro de 1453. Nomeado núncio apostólico na França em 27 de agosto de 1451, foi mudado com a reforma das escolas e do restabelecimento da paz entre a Santa Sé e a Inglaterra, ele partiu para a legação em 16 de setembro, retornando a Roma em 3 de janeiro de 1453. Nomeado bispo de Saint-Jean de Maurienne em 26 de janeiro de 1453, administrador da Sé ad beneplacitum Sedis Apostolicam, em 20 de abril de 1453, cargo que ocupou até sua morte. Promovido a metropolita de Rouen, em 20 de abril de 1453, ocupou a Sé até sua morte. Nomeado novamente núncio na França, deixou Roma em 16 de maio de 1454 e retornou em 12 de setembro de 1455.
Promovido para a ordem dos cardeais-bispos, assume a sé suburbicária de Porto e Santa Rufina em 1455. Ele introduziu o processo de reabilitação de Joana d'Arc, futura santa. Em dezembro de 1455, foi nomeado membro de uma comissão de cardeais encarregados da formação de frota papal contra os turcos. Abade commendatario do mosteiro beneditino de Saint-Gildas-des-Bois, na diocese de Nantes, 1456-1462. Em julho de 1458, foi nomeado membro de uma comissão para manter a ordem em Roma. Ele acompanhou o novo Papa Pio II ao Congresso de Mântua em 22 de janeiro de 1459, contra os turcos, inaugurado em junho do ano seguinte. Partiu para Siena em 10 de janeiro de 1460, retornando a Roma em outubro seguinte. Passa para a suburbicária de Óstia e Velletri em 26 de outubro de 1461, sendo enviado pelo papa para Ostia em outubro do mesmo ano para receber a rainha Carlota de Chipre.
Abade de Saint-Ouen, Ruão, em 1462, e de Monteburgo em 1466. Ele acompanhou o papa em Ancona em julho de 1464, onde foi chamado para o restabelecimento da ordem entre os cruzados. Retornou a Roma após a morte do Papa Pio II. Nomeado um dos três comissários gerais da Cruzada em novembro de 1464. Membro da comissão para os assuntos da Boêmia constituído pelo papa no início de 1465. Camerlengo do Sagrado Colégio dos Cardeais de 1465 até 9 de janeiro de 1466. Recebeu o Sacro-imperador Frederico III na entrada de Roma, em 4 de dezembro de 1468. Ele consagrou o novo papa Papa Sisto IV em 25 de agosto de 1471.
Abade comendatário do mosteiro beneditino de Saint-Martin-des-Champs, Paris, em 1471 e do mosteiro cisterciense de Cerreto, na diocese de Lodi, em 26 de julho de 1476. Camerlengo do Sagrado Colégio dos Cardeais de 15 de maio de 1472 até 1473. Chamado a Legado na França em 12 de outubro de 1472, recusou a nomeação e foi substituído pelo bispo de Viterbo, Francesco Maria Scelloni-Visconti, O.F.M.. Torna-se Decano do Colégio dos Cardeais em novembro de 1472. Acompanhou o papa em Foligno em 10 de junho de 1476, deixando Roma por causa da praga. Camerlengo da Santa Igreja Romana a partir de 12 de agosto de 1477 até sua morte. Em janeiro de 1480, ele foi nomeado pelo Papa para a supervisão das obras do Borgo. Lugar-tenente do camerlengo do Sacro Colégio dos Cardeais entre outubro de 1482 até sua morte.
Morreu em 22 de janeiro de 1483, em seu palácio junto à igreja de Sant'Apollinare alle Terme, em Roma, poucos dias após a redação de seu testamento. Foi sepultado com grande pompa na igreja de Sant'Agostino in Campo Marzio, onde Silvestro da Bagnoregio, O.S.A., procurador da Ordem Agostiniana, pronunciou a oração fúnebre. Durante o funeral ocorreram incidentes entre os cônegos de Santa Maria Maggiore e os frades de Santo Agostinho tentando dividir os ricos despojos do cardeal. Foi sepultado na igreja de Sant'Agostino in Campo Marzio, Roma. Não se sabe agora onde está situada sua tumba; o seu busto, com uma longa inscrição, foi erguido no século XVII junto à porta da sacristia daquela igreja. Seu coração foi enterrado em um monumento de mármore na Catedral de Roeun com permissão especial do Papa Sisto IV.

## Mecenato
Ele foi o mais rico cardeal do seu tempo. Ampliou o palácio arquiepiscopal de Rouen e começou a recuperação de suas ruínas de Ostia com construções úteis. Ele consertou o telhado das naves laterais da Basílica Patriarcal Liberiana, embelezou a igreja de Saint-Louis-des-Français, em Roma, e reconstruiu, em 1479, a Igreja de Santo Agostinho e seu convento anexo, também em Roma. Ele foi chamado Columna et columen Sanctæ Romanæ Ecclesiæ.

## Conclaves
- Conclave de 1447 – participou da eleição do Papa Nicolau V.
- Conclave de 1455 – não participou da eleição do Papa Calisto III.
- Conclave de 1458 – participou da eleição do Papa Pio II.
- Conclave de 1464 – participou da eleição do Papa Paulo II.
- Conclave de 1471 – participou da eleição do Papa Sisto IV.